# 커다란 원력
이를테면 경전에 무수히 등장하는 여러 불국토가 이에 해당된다.
이는 부처의 불사의한 서원(원력)의 힘으로 생기는 세계로, 중생의 업력으로 태어나고 사라지지 아니한다.
대표적으로 아미타불의 극락세계(극락정토)가 있다.